# 브래드퍼드 단백질 정량법

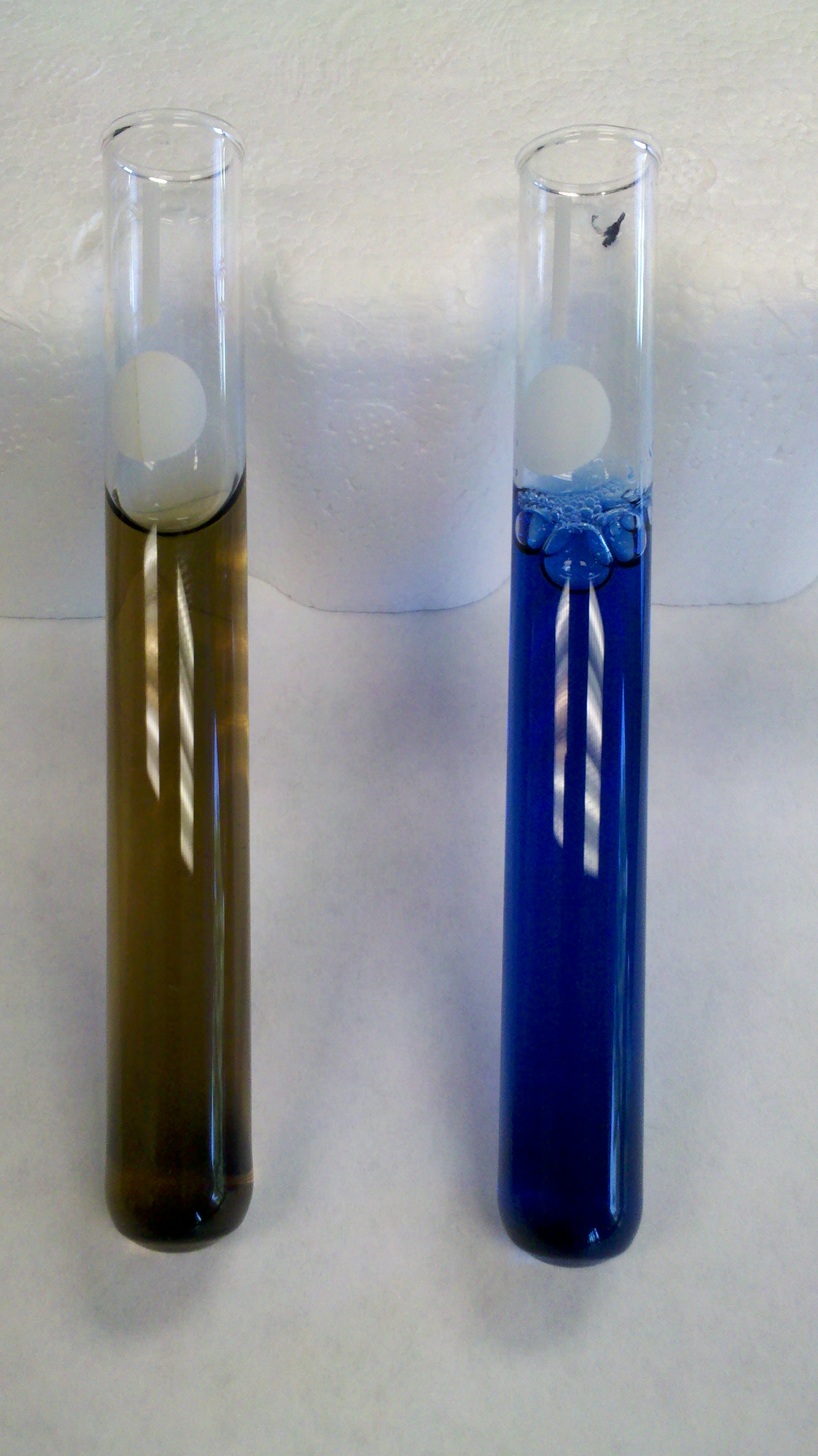
Bradford 시약 단독의 모습(왼쪽)과 단백질과 결합된 시약의 모습(오른쪽)

브래드퍼드 단백질 정량법(Bradford protein assay)은 마리온 브래드퍼드에 의해 1976년에 개발되었다. 용액의 단백질 농도를 분광기를 이용하여 측정하는 과학적 실험 기법이다.

## 원리
브래드퍼드 정량법은 쿠마시블루 G-250이라는 염색약의 흡광도 차이를 이용한 실험 기법이다. 산성 조건에서는 붉은 색이였던 염색약이 푸른 색으로 바뀌게 되고, 단백질과 결합하게 된다. 이 쿠마시블루-단백질 복합체가 형성되는 도중에 붉은 형태의 쿠마시블루가 단백질의 이온화 가능한 부위에 전자를 준다. 이는 단백질의 중성 상태를 무너뜨리게 되면서 소수성 부위를 노출시키게 한다. 노출된 단백질의 소수성 부위는 염색약과 반데르발스 힘으로 비공유결합을 이루게 되며, 양전하를 띠는 아민(amine)기는 염색약의 음전하를 띠는 부위와 가깝게 위치를 조정한다. 아민기와 염색약의 음전하를 띠는 부위간의 이온 결합(ionic bond)은 염색약과 단백질의 결합을 더욱 강화시키는 역할을 한다. 단백질의 결합은 쿠마시블루 염색약의 파란 색 형태를 안정시키게 한다. 따라서 단백질-염색약 복합체의 수는 단백질 농도와 비례하며, 흡광도와 관련이 있게 된다.
단백질과 결합된 쿠마시블루 염색약은 595nm 파장의 빛을 가장 잘 흡수한다고 알려져 있다. 단백질과 결합하지 않은 양이온 형태의 염색약은 빨간색이나 초록색을 띤다. 단백질과 결합하게 되면 염색약은 음전하와 파란색을 띠게 된다. 595nm에서의 흡광도는 염색약과 단백질이 더욱 많이 결합할수록 높아지고, 이는 시료의 단백질 농도를 알려준다.

## 장단점

### 장점
- 다른 단백질 정량법과는 다르게 브래드퍼드 단백질 정량법은 단백질 시료와 함께 있는 다른 화학 물질에 의한 간섭이 덜하다. 단백질 시료의 경우 완충 용액과 방부제 등 다른 물질과 섞여 있는 경우가 많은데, 이런 불순물들에 의해 방해받지 않는다.[1]
- 상당히 쉽다. 단백질 시료를 쿠마시블루 염색약과 섞어준 다음 흡광도만 측정하면 된다.
- 단백질을 정량 분석하는 방법 중 가장 빠르다고 알려져 있다. 대부분 30분 이내에 실험을 수행할 수 있다.
- 모든 실험과정이 상온에서 진행될 수 있다.
- 상당히 섬세하고 민감한 실험 기법이다. 1에서 20 μg까지 측정할 수 있다.[2]

### 단점
- 시료에 세제(detergent)가 섞여 있을 경우 정확한 측정이 불가능하다.
- 반응액이 산성이기 때문에 지질이 대량으로 함유된 검액에서는 침전이 형성되어 측정의 정확도를 떨어뜨린다.
- 브래드퍼드 정량법으로 측정할 수 있는 단백질 농도는 한정적이기 때문에 보통은 단백질 시료를 희석해서 사용해야 한다.

## 자료를 해석하여 단백질의 농도를 구하는 방법
먼저 표준곡선을 그려야 한다. 이때 보통 소 혈청 알부민(BSA)라고 부르는 단백질을 이용한다. 표준 곡선은 단백질의 농도를 x축에, 흡광도를 y축으로 설정하여 그린다. 이 표준곡선은 미지의 단백질의 농도를 구할 때 사용한다. 다음은 표준곡선을 이용하여 미지의 단백질 시료의 농도를 확인하는 과정을 나타낸 것이다.
첫 번째로, 자료를 선형 회귀 분석법(Linear regression)으로 데이터를 이용하여 표준 곡선을 그린다. 이때 R2 값이 1에 가까워야 이상적이다.
두 번째로, 차트에 나와 있는 표준 곡선의 방정식에 측정된 흡광도를 y값에 대입하여 단백질의 농도(x값)을 도출해낸다.